# Boško Grubić
Boško Grubić (Sisak, 8. siječnja 1972.), hrvatski je redatelj, producent, pjevač i skladatelj.

## Rani život i školovanje
Boško Grubić (aka Bobby G), jedan je od svestranijih i iznimno uspješnih umjetnika s hrvatskih prostora, rođen je u Sisku gdje je završio osnovnu i srednju školu. Svoje prve radove objavljuje kao srednjoškolac u dječjem časopisu Kurir, uređujući glazbene i informatičke stranice (1988. – 1990.). Već je tada pokazivao ogromnu energiju i kreativnost, te interes za umjetnost, novinarstvo, ali i nove tehnologije. Koncem 1992. godine odlazi u London, UK, a zatim na studije masovnih komunikacija u Nashville, Tennessee, SAD, 1994., odakle izvješćuje o filmu i filmskoj glazbi za Radio Sisak. 
Na studije masovnih komunikacija pri Middle Tennessee State University (MTSU) (Nashville, Tennessee, SAD) upisuje se 1994. godine. Diplomirao je 1999. i stekao zvanje redatelja i producenta za produkciju glazbe i televizijskog programa. U drugoj godini studija našao se na dekanovoj listi najboljih. Uz školovanje počeo se aktivno baviti Internetom, što će kasnije kulminirati u brojne nagrade za interaktivne i internet projekte, te njegovo djelovanje u konvergenciji elekronskih medija.
Za boravka, i studija, u Nashville-u osnovao je prvu hrvatsku online trgovinu glazbe, CroDance Power CD Shop (1997. – 2000.), a s Ivanom Mihaljevićem (student s Yale University, SAD) 1997. osnovao je prvu udrugu hrvatskih studenata u SAD-u van domovine i prvi hrvatski studentski web portal.

## Novinarstvo i scena
Na hrvatskim medijskim prostorima mogao se čuti na nekoliko glazbenih kompilacija izdavačke kuće ZG ZOE MUSIC iz Zagreba, pjesme "Želim te" i "Gibaj", te kasnije na vlastitom albumu prvijencu – "Samo ljubav" koji je snimljen u Zagrebu i izdan krajem 2002. godine u distribuciji Cantus Recordsa.
Prvi glazbeni airplay na hrvaskom radiju Bobby G je imao 1992. u programu Radio Siska, s pjesmom "Želim te", kasnije izdanom na albumu "Samo ljubav".
Prvi glazbeni airplay na američkom radiju Bobby G je imao 1997. u programu radio postaje Y107, Nashville, Tennessee, SAD s pjesmom "I want you" u Hrvatskoj izdana pod imenom "Želim te" na albumu "Samo ljubav".
Na Hrvatskom radijskom festvalu (HRF) 2002. godine ima zapažen nastup s hit pjesmom "Ne mogu bez tebe" koja kasnije osvaja prva mjesta na lokalinim radio postajama diljem Hrvatske. Tada aktivno surađuje i s poznatim hrvatskim glazbenim menadžerom Zoranom Škugorom, popularnom grupom KARMA, posebice s Josipom Miani (Pipi) i Nenadom Čirjak (DJ Neno) što rezultira s dva vrlo uspješna glazbena uradka: Bobby G featurnig KARMA - "Ne mogu bez tebe", te Bobby G featuring KARMA - "Trebaš mi noćas", koje su osvajale hrvatske dance liste, i koje se mogu naći na kompilacijama izdanim u Hrvatskoj i van nje. 
Prvi glazbeni airplay na američkoj nacionalnoj televiziji Bobby G je imao 2006. u programu NBC-a, točnije u "TODAY Show hosted by Matt Lauer" uživo iz Dubrovnika, gdje je NBC koristio pjesmu "Ne mogu bez tebe", s njegova albuma "Samo ljubav" kao glazbenu podlogu za live kadrove u show programu "Where in the World is Matt Lauer?"
Tijekom 2001. javlja se iz Atlante, Georgia, SAD, kao dopisnik u program Obiteljskog radija i uživo izvještava u show programu Zlatka Turkalja o posljedicama napada na World Trade Center u New York-u (2002.) i događanjima u svijetu glazbe. Prati i hrvatskog košarkaša Tonija Kukoča dok je igrao u dresu Atlanta Hawksa, te s njim radi interview u travnju 2001. za show program Kreativna Blokada tada Obiteljskog radija (Antena Zagreb).

## Redateljsko producentska karijera
Od 2000. do 2006 živi i radi u Atlante, SAD. Bavi se integriranim marketingom, redateljstvom i produkcijom TV reklama, što mu donosi brojne nagrada u širokoj lepezi njegovog rada i djelovanja. (vidi nagrade)
Sredinom 2006. godine iz Atlante, dolazi u domovinu, te iz Zagreba radi, i djeluje, do konca 2007. Iz tog perioda interesanto je spomenuti redateljski projekt od nekoliko reklamnih spotova za paletu proizvoda koprivničke kompanije, BELUPO, koji su se emitirali na hrvatskim televizijskim programima tijekom 2007., a u glazbenoj podlozi imaju prepoznatljivu skladbu Zlatana Stipišića - Gibonnija, "Samo ozdravi mi ti". 
Krajem 2007. odlazi iz Zagreba u Los Angeles, California, SAD, gdje kreće putovima Hollywooda. Nakon povratka u SAD radi na svom prvom filmskom projektu "Indiana Jones - The Kingdom of The Crystal Skull" u režiji Stevena Spielberga, kao dio “Unit 2” grupe koja je snimala kadrove za specijalne efekte u Universalovim studijima u Los Angelesu.
U veljači 2008. u Los Angelesu potpisuje ugovor s American International Group, Inc. (AIG), vodećom svjetskom financijskom, osiguravajućom te asset menagement korporacijom i postaje izvršni producent za sve televizijske reklamne spotove, za englesko i španjolsko govorno tržište na području Sjeverne Amerike, isključivo za auto-moto osiguravačke AIG grupacije. U ovom periodu surađuje s britanskim rediteljem Simon Cole i američkim direktorom fotografije Bill Pope, poznatiji po svojim zaslugama na snimaju trilogije The Matrix i Spidermana.
U ovom razdoblju bio je dva puta kandidat na natječaju za ravnatelja Hrvatske radiotelevizije (HRT), 2007. i 2010.

## Nagrade
Prvi je hrvatski redatelj-producent koji je osvojio najprestižniju američku televizijsku nagradu, Emmy, za postignuća na području TV produkcije. Nagradu dodjeljuje Američka nacijonalna akademija za televizijske znanosti i umjetnosti - The National Academy Of Television Arts & Sciences (NATAS).
Prvi Emmy zavrijedio je 1999. godine za režiju i produkciju TV reklame koju je producirao kao student masovnih komunikacija, a koja mu je dodijeljena u Opryland-u, Nashville-u, SAD, na NATAS Midsouth Emmy Chapter svečanosti.
Druga Emmy nagrada uslijedila je 2006. godine, a zavrijedio ju je kao kreativni direktor-producent za reklamu pod naslovom, "The Egg – Cook It Right". Njegova nagrađena reklama u zvršnici NATAS Southeast Emmy Chapter borila se prsa o prsa s uratkom Turner South, jednom od velikih američkih produkcijskih kompanija.
Njegov treći Emmy uručen mu je 2007. na NATAS Southeast Emmy Chapter svečanosti, za regiju koja obuhvaća pet američkih država; Alabama, Georgia, Mississippi, South Carolina i North Carolina. Baš kao i 2006. godine, osvojio je Emmy Award u kategoriji za najbolju TV reklamu, a novo priznanje zavrijedio je kao kreativni direktor i producent reklame pod naslovom, "The Steak – Cook It Right".
Osim što je bio među dobitnicima 2007. NATAS Emmy Award nagrade, Bobby G je i uručivao nagrade dobitnicima 2007. Emmy-a u nekoliko kategorija tako da ga je američka publika mogla gledati i na malim ekranima. To je ujedno bio i Grubićev prvi javni televizijski voditeljski nastup u SAD-u. Simpatični duo Boško Grubić (Bobby G) i Rissi Palmer zabavljali su publiku dvadesetak minuta.
Dobitnik je 13 Telly-a koji se dodjeljuju u SAD-u za filmske i video uratke, 6 prestižnih američkih nagrada za web-interaktivnu produkciju, 4 WebAwards-a i 4 Internet Advertising Awards-a koje dodjeljuje američki - Web Marketing Association.

## Zanimljivosti
Drži predavanja po skupovima i seminarima u domovini i inozemstvu iz područja konvergencije medija i marketinga, od kojih je interesantno spomenuti hrvatski festival oglašavanja FESTO 2006. gdje je imao vrlo uspješno predavanje na temu "Konvergencija, mediji i marketing (uspješan branding uz nove tehnologije)", a moglo ga se vidjeti i na štandu SONY-a, za digitalnu kinematografiju i post produkcijske alate na 2008. NAB show-u (National Association of Broadcasters) u Las Vegas-u, Nevada, SAD. Od 2012. godine vrlo je aktivan u promoviranju obnovljivih izvora energije, solarne energije i automobila na električni pogon.
Ugledni je član Američke nacionalne akademije televizijske znanosti i umjetnosti (NATAS), Američkog društva skladatelja, autora i publicista (ASCAP), te član Hrvatskog društva skladatelja (HDS).

## Humanitarni rad
Vrlo je aktivan u humanitarnom radu. Bitno je spomenuti jednu od prvih njegovih humanitarnih akcija iz 1993. godine u kojoj je od londonskih hotela prikupio hranu i kućne potrepštine te ih zrakoplovom Lufthanse poslao hrvatskom Crvenom križu, u svoj rodni grad Sisak.

## Filmografija
- Change to Spare[15] (2012.)
- Counter Play (2012.)
- The Parting Shot[16][17] (2014.)
- Fit to Be Tied (2014.)
- Final Stop (2015.)

## Diskografija
- Želim te - singl (1994.)
- Gibaj - singl (1996.)
- Ne mogu bez tebe - za HRF (2001.)
- Samo ljubav (2002.)
- Ne mogu bez tebe - Maxi (2003.)
- Sve što imam ja - Maxi (2004.)
- Trebaš mi noćas - Maxi (2005.)

## Vanjske poveznice
- Artonix Studios
- Bobby G. Productions
- Bobby G. Music
- Professional Blog
- Bobby Boško Grubić na Internet Movie Databaseu